# 钝齿木荷
钝齿木荷（学名：Schima crenata）为山茶科木荷属下的一个种。

## 扩展阅读
- 維基物種上的相關：钝齿木荷